# SC 코빌량
SC 코빌량(S.C. Covilhã)는 포르투갈에 있는 코빌량을 연고로 하는 축구팀이다. 이 팀은 1923년에 창단했다.

## 선수 명단

### 현역
참고: FIFA 자격 규정에 따라 소속된 국가대표팀 국기를 표시합니다. 선수는 복수의 FIFA 비회원국 국적을 가지고 있을 수 있습니다.
| 번호 | 포지션 | 국적     | 이름              |
| ---- | ------ | -------- | ----------------- |
| 19   | FW     |          | 루카스 두아르테   |
| 20   | MF     | 포르투갈 | 로드리고 페레이라 |

| 번호 | 포지션 | 국적 | 이름 |
| ---- | ------ | ---- | ---- |

## 역대 감독
| 감독               | 임기        |
| ------------------ | ----------- |
| 주앙 도밍구스 핀투 | 2010 ~ 2011 |